# Такташ, Хади
Хади́ Такта́ш (тат. Hadi Taqtaş; настоящее имя Мухамметхади́ Хайру́ллович Такта́шев, тат. Мөхәммәтһади Хәйрулла улы Такташев, Mɵxəmməthadi Xəyrulla uğlı Taqtaşev; 1 января 1901 — 8 декабря 1931) — татарский поэт, 
один из основоположников татарской советской поэзии.

## Биография
Мухамметхади Хайруллович Такташев родился 1 января 1901 года в деревне Сыркыды Спасского уезда Тамбовской губернии (ныне Торбеевский район Мордовии) в многодетной татарской крестьянской семье. Первоначальное образование получил в медресе родной деревни, затем в соседнем селе Пишля. Во время учёбы начал сочинять стихи в подражание Г. Тукаю. Родственники поэта проживают в селе Сургодь и посёлке Торбеево.
В 1915 году уезжает в Бухару, работает в доме родственника-купца, затем — помощником приказчика.
В 1918 году публикует первое стихотворение «Төркстан сахраларында» («В пустынях Туркестана») в газете «Олуг Төркстан» («Великий Туркестан»). Осенью того же года возвращается в родную деревню, поступает на педагогические курсы; по их окончании работает учителем.
В 1919—1920 годах живёт в Оренбурге, работает редактором в татарской газете «Голос бедноты» (вместе с писателем Афзалом Тагировым); публикует в ней свои стихи на татарском языке.
В 1921—1922 годах живёт в Ташкенте, преподаёт родной язык в Туркестанском рабоче-дехканском коммунистическом университете, много пишет (исследователи обычно называют этот период романтическим, стихи этого периода сам Такташ называет гиссьянистские (от арабского слова «мятеж»).
Летом 1922 года — в Москве; поступает в Коммунистический университет трудящихся Востока; посещает выступления Маяковского, Есенина и других поэтов. Вскоре переезжает в Казань; в 1927 году выходит первый поэтический сборник «Сыны Земли». Его новые произведения издаются практически ежегодно; пишет пьесы для Татарского драматического театра.
В 1931 году окончил курсы киносценаристов при Татарском отделении «Востоккино».
Сыновья — Рафаэль (1926—2008), Аван.
Умер от тифа 8 декабря 1931 года в Казани. Похоронен на кладбище в парке имени Горького.

## Творчество
- сборники стихов,
- трагедия в стихах «Сыновья земли» (1921),
- драма «Утерянная красота» (1928),
- драма «Камиль» (1930),
- публицистика.

### Поэмы
- «Деревня Сыркыды» (1924),
- «После бури» (1924),
- «Зарытое оружие» (1927),
- «Утраченная красота»,
- «Века и минуты», посвящена В. И. Ленину (1924 год),
- «Исповедь любви» (1927),
- «Алсу» (1929),
- «Мукамай» (1929),
- «Письма в грядущее» (1930 год, не завершена).

## Память
В честь Хади Такташа названы улицы в Казани, Набережных Челнах, Торбееве, Лямбире и населённых пунктах Татарстана.
В селе Аллагулово Мелекесского района Ульяновской области 25 июля 2015 г. был установлен бюст Хади Такташу.
Памятник поэту в Казани был установлен 30 августа 2017 г. в сквере по улицам Марселя Салимжанова и Хади Такташа (скульпторы Андрей Балашов и Асия Минулина, архитектор Герман Бакулин).
В родном селе писателя Сургодь существовал колхоз имени Хади Такташа, в 2004 году был создан музей.